# Баффі — винищувачка вампірів
«Ба́ффі — вини́щувачка вампі́рів» (англ. Buffy the Vampire Slayer) — американський молодіжний телесеріал, із Сарою Мішель Геллар у головній ролі, про долю американської дівчини, яка має надлюдські сили. Серіал створено за мотивами однойменного повнометражного художнього фільму 1992 року. Свій початок серіал брав як комедійний фільм жахів, але з кожним сезоном ставав усе похмурішим і драматичнішим. За сюжетом Баффі Саммерс переїжджає до міста Саннідейл, переповненого потойбічними створіннями, яких вона має знищувати. Одна з головних сюжетних ліній — стосунки Баффі та її друзів.
Прем'єра серіалу відбулася 10 березня 1997 року в ефірі WB, завершений 20 травня 2003 року на UPN. Сюжет розгортається навколо молодої дівчини Баффі Саммерс (зіграла Сара Мішель Геллар), останньої серед групи жінок, відомих як «Переможниці вампірів», або просто «Переможниці». «Обрані», «Вбивці» або «Переможниці» обрані долею битися проти вампірів, демонів та інших сил темряви. Баффі хоче жити нормальним життям, але з розвитком сюжету вона вчиться розуміти своє покликання. Як і попереднім мисливицям, Баффі допомагає спостерігач, який навчає її. Проте, на відміну від своїх попередниць, Баффі оточує себе колом вірних друзів.
Серіал отримав культовий статус, позитивні відгуки професійних критиків і глядачів, часто його зазначають, як одне з найбільших телевізійних шоу усіх часів. Успіх «Баффі» призвів до сотень інших продуктів, включаючи романи, комікси та відеоігри. Серіал привернув увагу у фандомі (включаючи фан-фільми), створив пародії та вплинув на напрям інших телесеріалів. Серіал і його спін-офф «Ангел» отримав термін «Buffyverse».

## Сюжет

### Перший сезон
Перший сезон є прикладом концепції «середня школа — це пекло». Баффі Саммерс щойно переїхала до Саннідейла після спалення тренажерного залу своєї старої школи і сподівається уникнути своїх обов'язків вбивці вампірів. Її плани ускладнюються Рупертом Джайлзом, її новим спостерігачем, який нагадує їй про неминучу присутність зла. Старша школа Саннідейл побудована на вершині Пекельної пащі, порталу демонічних вимірів, який стає осередком і причиною надприродних явищ. Баффі знайомиться з двома однокласниками, Зендером Гаррісом та Віллоу Розенберг, які допомагають їй боротися зі злом протягом усього серіалу. Група друзів повинна спершу перешкодити Майстру, древньому та особливо загрозливому вампіру, відкрити Пекельну пащу та зайняти Саннідейл.

### Другий сезон
Емоційні ставки піднімаються у другому сезоні. Вампіри Спайк і Друсілла приїжджають у місто разом із новою вбивцею, Кендрою Янг, яка з'явилася внаслідок короткої смерті Баффі у фіналі першого сезону. Зендер вступає в романтичний зв'язок із Корделією, а Віллоу втягується в чаклунство і закохується в Даніеля «Оза» Осборна, який є перевертнем. Романтичні стосунки між Баффі та вампіром Енджелом розвиваються стрімко протягом сезону, але після того, як вони займаються сексом, душа вампіра, подарована йому циганським прокляттям у минулому, втрачається, і він знову стає Ангелусом, садистським вбивцею. Кендра вбита відновленою Друсіллою. Ангелус мучить багатьох з команди «Скубі-банди» впродовж решти сезону та вбиває багато невинних людей і нову подругу Джайлза, Дженні Келендер, циганку, яку відправили підтримувати прокляття Енджела. Щоб запобігти апокаліпсису, Баффі змушена вигнати Ангела в демоновий вимір лише через кілька хвилин після того, як Віллоу відновила його душу. Випробування залишає Баффі емоційно розбитою, і вона залишає Саннідейл.

### Третій сезон
Після спроби почати нове життя в Лос-Анджелесі Баффі повертається до міста в третьому сезоні. Енджел загадково був звільнений із демонового виміру, але близький до божевілля через муки, які він зазнав там, що його майже спонукає до самогубства Первісне Зло. Він і Баффі розуміють, що відносин між ними ніколи не може статися; він, врешті-решт, залишає Саннідейл наприкінці сезону. Новий спостерігач на ім'я Веслі ставиться на місце Джайлза, коли останнього звільняють з Ради спостерігачів, оскільки він розвинув батьківську любов до Баффі. Наприкінці сезону Баффі оголошує, що більше не буде працювати в Раді. На початку сезону вона зустрічається з Фейт, винищувачкою вампірів, яка з'явилася після смерті Кендри. Вона також зустрічає привітного мера Річарда Вілкінса, який таємно планує «піднятися» (стати «чистим» демоном) у День випускного в старшої школи Саннідейл. Хоча Фейт спочатку добре працює з Баффі, пізніше дівчина стає все більш нестабільною після випадкового вбивства людини і формує стосунки з маніпулятивним мером. Наприкінці сезону, після того, як мер стає величезним демоном, що нагадує змію, Баффі і весь випускний клас знищують його, підірвавши школу Саннідейл.

### Четвертий сезон
Баффі і Віллоу вступають в Каліфорнійський університет Саннідейла, а Ксандер приєднується до робочої сили і починає зустрічатися з Аньянкою, колишньою демонесою. Спайк повертається, як регулярний персонаж, викрадений «Ініціативою», секретною військовою організацією, що базується під кампусом UC Sunnydale. Вони імплантують мікрочип у голову вампіра, який карає його, коли він намагається заподіяти шкоду людині. Він укладає перемир'я з «бандою Скубі» і починає битися на їхньому боці, суто для радості боїв, дізнавшись, що він все ще може завдати шкоди іншим демонам. Оз залишає місто, зрозумівши, що він занадто небезпечний, як перевертень, і Віллоу закохується в Тару Маклай, ще одну відьму. Баффі починає зустрічатися з Райлі Фінном, аспірантом і членом «Ініціативи». Незважаючи на те, що це зумовлено операцією проти демонів, зловісні плани організації розкриваються, коли Адам, монстр, таємно побудований з частин людей, демонів і техніки, рятується і починає хаос у місті. Адам знищений командою;«Ініціатива» закрита.

### П'ятий сезон
Під час п'ятого сезону в житті Баффі раптом з'являється молодша сестра, Дон; хоча вона новачка в серіалі, для героїв це так, ніби вона завжди була там. Баффі стикається з Глорією, богинею, вигнаною з Пекла, яка шукає «Ключ», що дозволить їй повернутися до свого пекельного виміру і в процесі розмиття ліній між вимірами розкриє пекло на Землі. Згодом виявлено, що захисники Ключа перетворили його у людину — Дон — одночасно насаджуючи всіх спогадами про неї протягом усього життя. Рада спостерігачів допомагає Баффі в дослідженні Глорії. Вона і Джайлз, обидва відновлюють співпрацю на власних умовах. Райлі покинув дівчину на початку сезону після того, як зрозумів, що Баффі не любить його, і приєднується до військової операції по полюванню демонів. Спайк, ще імплантований чипом, розуміє, що закоханий у Баффі і все більше допомагає команді у боротьбі. Мама Баффі, Джойс, помирає від мозкової аневризми, тоді як наприкінці сезону Ксандер пропонує Ані вийти за нього заміж. Нарешті Глорія виявляє, що Дон є ключем, і викрадає її. Щоб врятувати сестру, Баффі жертвує власним життям, занурившись у портал до виміру Пекла і тим самим закриває його своєю смертю.

### Шостий сезон
На початку шостого сезону Баффі мертва протягом 147 днів, але друзі воскресили її завдяки потужному заклинанню, вважаючи, що вони врятували її з виміру Пекла. Баффі повертається в глибокій депресії, пояснюючи (кілька епізодів пізніше), що вона опинилася на Небесах і її спустошили внутрішньо, повернувши на Землю. Джайлз повертається в Англію, тому що він зробив висновок, що Баффі стала надто покладатися на нього. Баффі береться за роботу з фаст-фудом, щоб підтримати себе та Дон, і розвиває таємні взаємно-образливі стосунки зі Спайком. Дон страждає від клептоманії та почуття відчуженості, Ксандер залишає Аню біля вівтаря (після чого вона знову стає демоном помсти), а Віллоу захоплюється магією, змушуючи Тару тимчасово покинути її. Вони також починають мати справу з «Тріо», групою самозакоханих розумників на чолі з Ворреном Мірсом, який використовує свої знання в галузі технологій і магії, щоб спробувати вбити Баффі і заволодіти Саннідейлом. Воррен показаний єдиним компетентним лиходієм групи, і після того, як Баффі зриває його плани кілька разів, і він атакує Баффі пістолетом, випадково вбиваючи Тару в процесі. Це змушує Віллоу спуститися в нігілістичну темряву і розкрити всі її темні магічні сили, вбиваючи Воррена і намагаючись вбити його друзів. Джайлз повертається до неї і вливає в дівчину світлу магію. Це переповнює молоду відьму виною і болем, після чого вона намагається знищити світ, щоб покласти край всім стражданням. Її зупиняє Ксандер, який через дружбу і кохання відмовляє Віллоу від помсти. Пізно в сезоні, втративши контроль і намагаючись зґвалтувати Баффі, Спайк залишає Саннідейл і їде до демона, вимагати повернути його до того стану, ким він був раніше, щоб він міг «дати Бафі, що вона заслуговує». Після того, як Спайк проходить серію жорстоких випробувань, демон відновлює його душу.

### Сьомий сезон
Під час сьомого сезону виявлено, що друге воскресіння Баффі спричинило нестабільність, що дозволяє Первісному Злу зірвати баланс між добром і злом. Сезон починається з полювання та вбивства всіх неактивних потенційних винищувачок вампірів, незабаром підніметься армія давніх, потужних вампірів Турок-Хан. Після того, як Рада спостерігачів знищена, в будинку Баффі вдається знайти притулок декільком потенційним Переможницям (деяких привіз Джайлз). Фейт повертається, щоб допомогти боротися з Первісним Злом, до справи приєднується і директор Нової школи Саннідейл Робін Вуд. Вампіри Турок-Хан і зловісний, мізогіністичний проповідник, відомий, як Калеб, починають спричиняти хаос. У фіналі серіалу Баффі вбиває Калеба, а Енджел повертається в Саннідейл з амулетом, який Баффі віддає Спайку; Переможниці оточують Пекельну пащу і спускаються в її печеру, Віллоу активізує їх сили. Аня гине в бою, як і більшість Переможниць. Амулет Спайка спрямовує силу сонця, щоб знищити Пекельну пащу та всіх вампірів всередині, включаючи самого себе. Руйнування печери створює кратер, який проковтнув весь Саннідейл, а ті, хто вижив із бою, рятуються в шкільному автобусі. У завершальній сцені Дон запитує: «Що ми зараз будемо робити?» Баффі починає загадково посміхатися, що завершує серіал на оптимістичній ноті.

## Ролі
| Актор              | Персонаж         | Сезони               | Сезони               | Сезони            | Сезони               | Сезони               | Сезони               | Сезони               |
| Актор              | Персонаж         | 1                    | 2                    | 3                 | 4                    | 5                    | 6                    | 7                    |
| ------------------ | ---------------- | -------------------- | -------------------- | ----------------- | -------------------- | -------------------- | -------------------- | -------------------- |
| Сара Мішель Геллар | Баффі Саммерс    | Основний персонаж    | Основний персонаж    | Основний персонаж | Основний персонаж    | Основний персонаж    | Основний персонаж    | Основний персонаж    |
| Ніколас Брендон    | Ксандер Гарріс   | Основний персонаж    | Основний персонаж    | Основний персонаж | Основний персонаж    | Основний персонаж    | Основний персонаж    | Основний персонаж    |
| Елісон Ханніган    | Віллоу Розенберг | Основний персонаж    | Основний персонаж    | Основний персонаж | Основний персонаж    | Основний персонаж    | Основний персонаж    | Основний персонаж    |
| Каризма Карпентер  | Корделія Чейз    | Основний персонаж    | Основний персонаж    | Основний персонаж |                      |                      |                      |                      |
| Ентоні Гед         | Руперт Джайлз    | Основний персонаж    | Основний персонаж    | Основний персонаж | Основний персонаж    | Основний персонаж    | Періодичний персонаж | Періодичний персонаж |
| Девід Бореаназ     | Енджел           | Періодичний персонаж | Основний персонаж    | Основний персонаж | Запрошена зірка      | Запрошена зірка      |                      | Запрошена зірка      |
| Сет Грін           | Оз Озборн        |                      | Періодичний персонаж | Основний персонаж | Основний персонаж    |                      |                      |                      |
| Джеймс Марстерс    | Спайк            |                      | Періодичний персонаж | Запрошена зірка   | Основний персонаж    | Основний персонаж    | Основний персонаж    | Основний персонаж    |
| Марк Блукас        | Райлі Фінн       |                      |                      |                   | Основний персонаж    | Основний персонаж    | Запрошена зірка      |                      |
| Мішель Трахтенберг | Дон Саммерс      |                      |                      |                   |                      | Основний персонаж    | Основний персонаж    | Основний персонаж    |
| Ембер Бенсон       | Тара Маклай      |                      |                      |                   | Періодичний персонаж | Періодичний персонаж | Основний персонаж    |                      |

### Головні

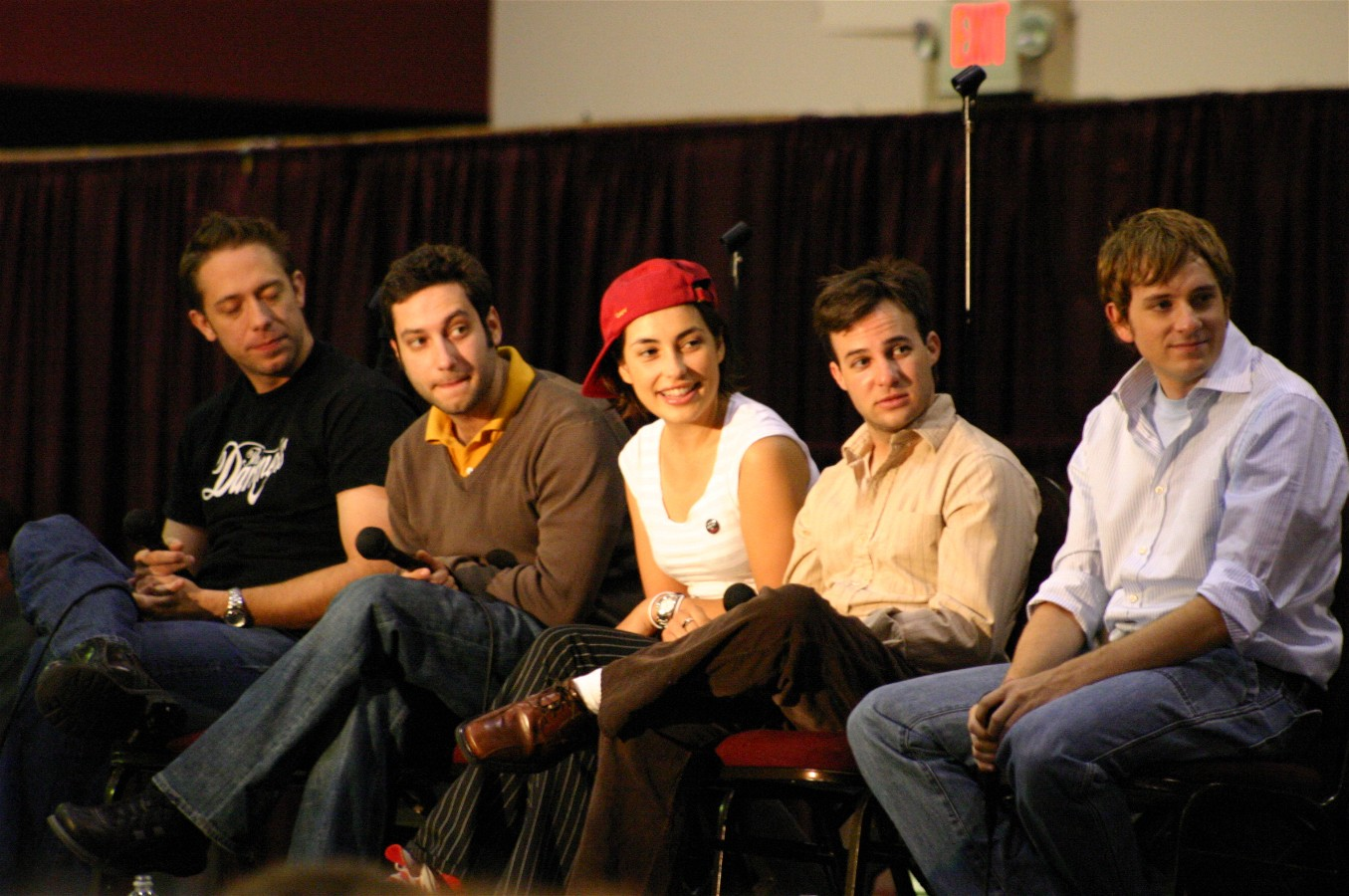

#### Баффі Енн Саммерс
Баффі Енн Саммерс, відома як «Переможниця» — одна з довгої низки молодих жінок, обраних самою долею для битви із силами зла. Ставши переможницею, Баффі одержала неймовірну фізичну силу, здатність швидко рухатися, спритність, міцне здоров'я й здібність швидко регенерувати себе, інтуїцію й деяку здатність до передбачення, що звичайно проявляється в снах. У серіалі її грає акторка Сара Мішель Геллар.

#### Ксандер ЛаВель Харріс
Ксандер Харріс — старий друг Віллоу Розенберг, вони знають один одного з шести років. Він з неблагополучної родини, а в школі майже всі вважають його невдахою. Після появи Баффі Зендер з нею подружився, і навіть був таємно в неї закоханий. Втім він знаходить собі дівчину — колишнього демона Аню — і цілком з нею щасливий. У серіалі його грає актор Ніколас Брендон.

#### Віллоу Розенберг
Дівчина із благополучної єврейської сім'ї, типова відмінниця. Майже відразу стала подругою Баффі. Приблизно із третього сезону в ній відкриваються здатності чаклунки.У серіалі її грає акторка Елісон Ганніган.

#### Корделія Чейз
Однокласниця Баффі. Типова шкільна популярна дівчина, що найбільше турбується своєю зовнішністю. Спочатку вона нехтувала Баффі, але після того як переможниця кілька разів урятувала їй життя, Корделія почала брати активну участь у боротьбі зі злом, і навіть довгий час зустрічалася із Ксандером. У серіалі її грає акторка Карізма Карпентер.

#### Руперт Джайлз
Один із Спостерігачів — людей, що вводять новопокликану Переможницю в курс справи й потім навчають, стежать, займаються її тренуваннями, інформують і допомагають переборювати перешкоди своєї підопічної. Руперт Джайлз народився в Англії в родині корінних Спостерігачів і довідався про своє призначення в ранньому віці, із чим не так просто примирився. У молодості мав пристрасть до чорної магії. У віці близько 45 років він взяв під свою опіку Баффі. З нею йому було не дуже просто, але Руперт сам того не знаючи, заміняв Баффі батька, за що його виключили з Ради Спостерігачів, але він як і раніше допомагав Переможниці. У серіалі його грає актор Ентоні Гед.

#### Енжел
Після того, як цигани повернули душу в тіло вампіра Енжелуса, з'явився вампір Енжел, що більше не вбивав людей, не харчувався людською кров'ю, відрізнявся відсутністю жорстокості. Близько сторіччя він блукав світом, намагаючись осягти сенс свого животіння. Але доля звела його з новопокликаною Переможницею вампірів у Саннідейлі — і в них зав'язався роман. Енжел розумів, що у Баффі з ним немає ніякого майбутнього, крім щоденної небезпеки, не рахуючи їхніх нічних пригод, тому він їде до Лос-Анджелесу, кидаючи її. Там він зустрічає колишню однокласницю й подругу Баффі, Корделію й демона-посланця Вищих сил, Дойла. Разом з ними він відкриває приватну агенцію з метою допомоги людям. У серіалі його грає актор Девід Бореаназ.

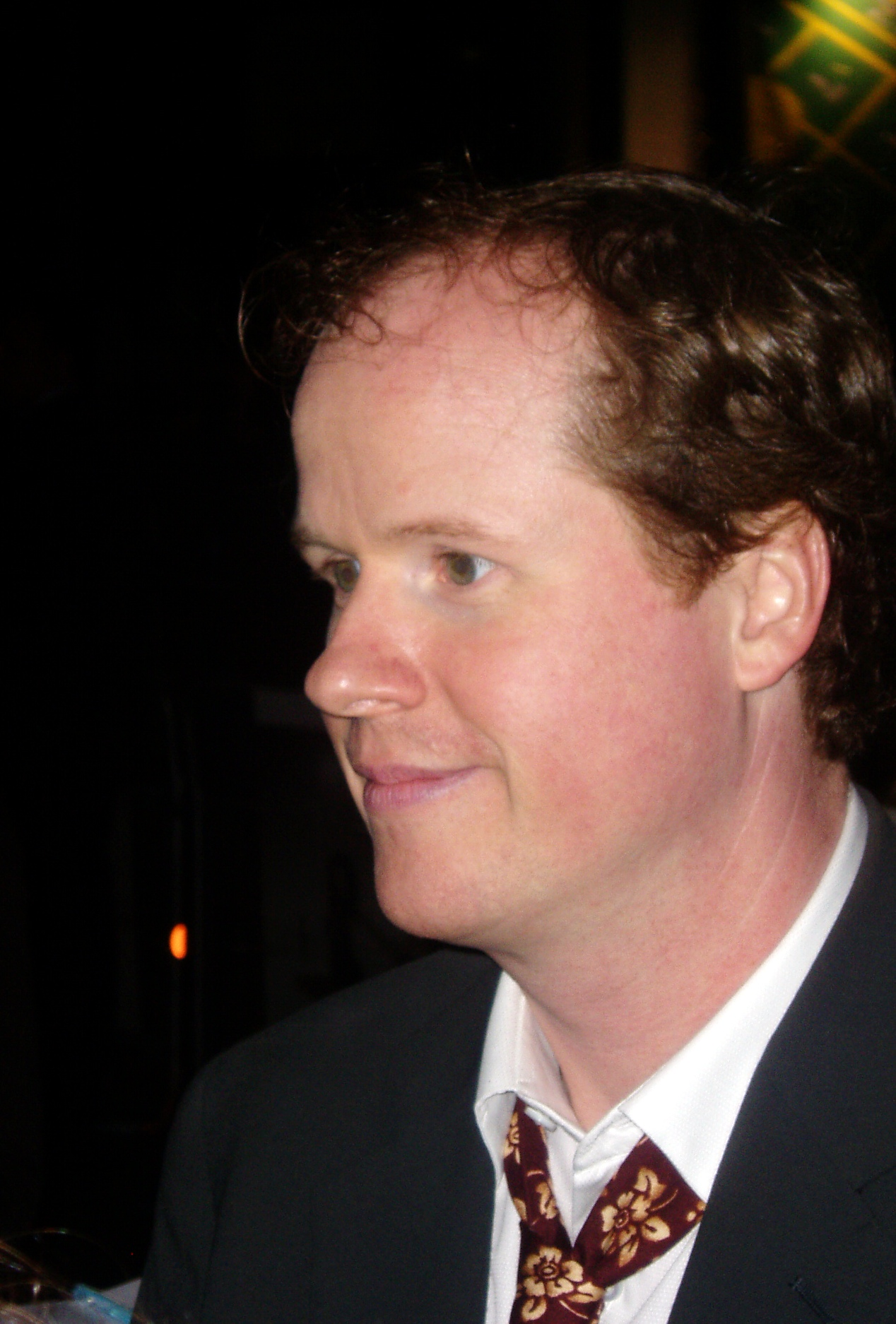
Сценарист і режисер телесеріалу Джос Уідон

#### Спайк (Костиль)
Спайк, за життя Вільям Кривавий (одержав таке прізвисько в Англії за свої жахливі вірші), був навернений в Лондоні майбутньою його коханкою вампіресою Друсіллою. Спайк приєднався до знаменитої «Родини», яка подорожувала світом. Прізвисько «Костиль» (англ. Spike) отримав за те, що катував своїх жертв залізничними костилями для скріплення рейок. Після чергової моралі свого фаворита Енжелуса довідався про Переможниць, після чого жадав зустрічі з ними. На початку XX століття дорога занесла їх до Китаю, де Спайк уперше зустрівся з Переможницею. Він був уражений цією китайською дівчиною, яку і вбив. Після розпаду «Родини» Спайк змушений їхати до Пекельної брами в місті Саннідейлі, де вступає у протистояння з місцевою Переможницею, через яку він починає змінюватися. В них з Баффі починається роман. В останній серії Спайк помирає, рятуючи всіх інших. Баффі при цьому зізнається йому в коханні, але Спайк відповідає їй на це «Ти ніколи мене не любила». У серіалі його грає актор Джеймс Марстерс.

### Другорядні

#### Джойс Саммерс
Мати Баффі. Коли та вбила свого першого вампіра й розповіла батькам, то мати подумала, що з дочкою не все в порядку й віддала її на лікування до психлікарні, але Баффі перестала про це говорити і її повернули. Проте через три роки Джойс сама стала свідком того, як її дочка легко впоралася з вампіром. У серіалі мало приділялося уваги відносинам Баффі та її мами, але Баффі нею дуже дорожила й любила її. Раптово в Джойс з'являються проблеми зі здоров'ям, у результаті чого їй довелося лягти на операцію, після чого попри спочатку нормальний стан матері Баффі, дівчина знаходить її мертвою у власному будинку. У серіалі її грає акторка Крістін Сазерленд.

#### Дон Саммерс
Дон — сестра Баффі. Як виявилося, Дон не справжня сестра Переможниці, вона навіть не зовсім людина. Монахи створили її з магічної енергії, здатної відкривати «двері» у різні виміри, і послали її до Баффі, змінивши пам'ятне сприйняття Переможниці та її оточення. Ключ — так назвали її ченці — не виділяється ніякими зовнішніми ознаками, не має ніякої надприродної сили. За цим Ключем направилася в земний вимір демонічна богиня Глорі. За допомогою Ключа вона хотіла «розтрощити двері» між всіма вимірами, проливши в певний час кров Дон. У серіалі її грає акторка Мішель Трахтенберг.

#### Деніел (Оз) Озборн
Хлопець Віллоу. Перевертень. Гітарист шкільної групи «Дінго з'їли моє маля» (англ. Dingoes Ate My Baby). Допомагає Баффі й компанії боротися з вампірами й демонами. Після закінчення школи разом із Віллоу й Баффі вступає до університету, але через якийсь час кидає навчання і їде з міста з метою позбутися свого вовчого другого «я». У серіалі його грає актор Сет Грін.

#### Аня
У 880 році дівчина Од стала демоном помсти на ім'я Аньянка. Виконавши в 1999 році бажання Корделії Чейз, стає людиною й уже як Аня учиться в школі Саннідейла. Зустрічається із Ксандером, збирається за нього заміж. Після того, як він кидає її біля вівтаря, вертається до демонічної діяльності. Загинула в останній серії серіалу при битві в Пекельній брамі. У серіалі її грає акторка Емма Колфілд.

#### Тара Маклей
Дівчина народилася в родині, де кожна жінка мала схильності до магії. Мати Тари рано померла, тому з раннього віку її виховував батько, захищаючи дівчинку від усього й розповідаючи дочці брехню про її демонічну сутність. В університеті Саннідейла Тара знайомиться з чаклункою-початківцем Віллоу, у них зав'язується роман. Тара поступово вливається в компанію Баффі й допомагає їм самотужки, що стає невід'ємною частиною вирішення їхніх проблем із демонами. Коли Тара на час розстається з Віллоу через надмірну пристрасть до магії останньої, вона усвідомлює, що не може без неї, і вони сходяться знову, але не надовго. Тара випадково гине в ході невдалого замаху на Баффі Саммерс. У серіалі її грає акторка Ембер Бенсон.

#### Друсілла
У 1860 році Енджелус помітив у Лондонському монастирі набожну дівчину й вона йому придивилася. Його вразив її дар передбачення, і він вирішив, що дар пригодиться їм в «Родині». Енджелус спочатку вбив усіх, кого вона знала й любила, від чого дівчина збожеволіла, а потім перетворив її на вампіра. У результаті вона стала божевільною вампіресою з даром передбачення. Довгий час вони подорожували, а потім до них приєднався і Костиль. Наприкінці XX століття Друсілла дуже постраждала від розлютованої юрби, тому Костиль вирішив їхати до Саннідейлу, де Друсілла як демон повинна була дуже швидко одужати. Там вони зустрічають Енджела, який знайшов душу й закохався в Переможницю вампірів. У Саннідейлі Друсілла має намір зі знову втратившим душу Енджелусом улаштувати Апокаліпсис, але в них це не виходить, тому що їм перешкоджає Баффі, озлоблена вбивством Кендри від рук Друсілли. Друсілла залишає місто, після чого рве відносини зі Спайком. У серіалі її грає акторка Джульєт Ландау.

#### Фейт
Була покликана як Переможниця вампірів після смерті своєї попередниці Кендри. Фейт на ранньому періоді свого навчання втратила свого наставника, що залишило на ній відбиток. Фейт направилася до своєї колеги Баффі, про яку багато чула, але через свій характер і обставини, що склалися, Фейт переметнулася на сторону Зла. У серіалі її грає акторка Елайза Душку.

## Епізоди
| Сезон | Епізоди | Епізоди | Оригінальний показ | Оригінальний показ | Оригінальний показ |
| Сезон | Епізоди | Епізоди | Перший показ       | Останній показ     | Мережа             |
| ----- | ------- | ------- | ------------------ | ------------------ | ------------------ |
| 1     | 12      | 12      | 10 березня 1997    | 2 червня 1997      | The WB             |
| 2     | 22      | 22      | 15 вересня 1997    | 19 травня 1998     | The WB             |
| 3     | 22      | 22      | 29 вересня 1998    | 21 вересня 1999    | The WB             |
| 4     | 22      | 22      | 5 жовтня 1999      | 23 травня 2000     | The WB             |
| 5     | 22      | 22      | 26 вересня 2000    | 22 травня 2001     | The WB             |
| 6     | 22      | 22      | 2 жовтня 2001      | 21 травня 2002     | UPN                |
| 7     | 22      | 22      | 24 вересня 2002    | 20 травня 2003     | UPN                |

## Формат
Сюжет телесеріалу оповідається в серіалізованому форматі, причому кожен епізод включає автономну історію, одночасно сприяючи центральній сюжетній лінії, яка розбита на сезонні історії, позначені підйомом і поразкою потужного антагоніста. Останнього часто називають «Великим поганцем». Хоча телешоу — це драма з частими комічними моментами, у більшості епізодів поєднуються різні жанри, зокрема жахи, бойові мистецтва, романтика, мелодрама, фарс, наукова фантастика, комедія та навіть, в одному епізоді, музична комедія.
Події серіалу обертаються навколо Баффі та її друзів — команда отримала назву «Скубі-банда» (англ. Scooby Gang) — які намагаються врівноважити боротьбу проти надприродного зла зі своїм складним соціальним життям. Шоу поєднує складні, сезонні сюжетні лінії з форматом лиходія тижня; типовий епізод часто містить одного чи декількох лиходіїв або надприродних явищ, які переможені до кінця серії. Хоча елементи та стосунки центральних і другорядних персонажів досліджуються та включаються в поточні події, шоу зосереджується насамперед на Баффі та її ролі архетипної героїні. Геллар описала шоу як «кінцеву метафору: жахи підліткового віку, що проявляються через справжніх монстрів. Це найважчий час життя».
У перші кілька сезонів ключовими монстрами в Баффі є вампіри, в основі яких традиційні міфи, краєзнавчі та літературні умовності. Із продовженням серіалу Баффі Саммерс та її друзі борються зі все більшою різноманітністю демонів, а також привидами, перевертнями, зомбі та недобросовісними людьми. Вони часто рятують світ від знищення за допомогою поєднання фізичних бойових здібностей, магічних та детективних розслідувань і користуються великою колекцією старовинних та містичних довідників.

## Музика
- Nerf Herder «Buffy the Vampire Slayer»

## Українське закадрове озвучення

### Двоголосе закадрове озвучення студії «1+1» (1999)
- Ролі озвучували: Олександр Шепель і Людмила Ардельян

### Двоголосе закадрове озвучення телекомпанії «Новий канал» (2002—2003)
- Ролі озвучували: Анатолій Пашнін і Олена Бліннікова

### Багатоголосе закадрове озвучення студії «1+1» на замовлення телеканалу «ТЕТ» (2017)
Ролі озвучували:
- Юлія Перенчук — Баффі Саммерс,
- Анастасія Жарнікова-Зіновенко — Віллоу Розенберг,
- Катерина Буцька,
- Наталя Романько-Кисельова — Корделія Чейз[en],
- Катерина Брайковська — Фейт[en],
- Катерина Сергєєва,
- Ніна Касторф,
- Лідія Муращенко — Дженні Келендар[en],
- Тетяна Антонова,
- Людмила Ардельян,
- Ольга Радчук,
- Олена Узлюк,
- Олена Яблучна,
- Лариса Руснак,
- Андрій Федінчик — Енджел[en],
- Павло Скороходько — Ксендер Гарріс[en],
- Олександр Погребняк,
- Юрій Кудрявець,
- Ярослав Чорненький,
- Євген Пашин,
- Олег Лепенець,
- Олесь Гімбаржевський,
- Олександр Завальський,
- Максим Кондратюк,
- Анатолій Зіновенко,
- Юрій Коваленко,
- Дмитро Завадський,
- Андрій Твердак — Спайк[en],
- Михайло Жонін,
- Юрій Висоцький,
- Андрій Мостренко,
- Сергій Могилевський